# North London Line
La ferrovia North London (in inglese North London line) è una linea ferroviaria che collega Richmond a Stratford, snodandosi tra i quartieri della prima periferia settentrionale di Londra.
La linea, nel tratto fra Stratford a North Woolwich, venne chiusa ai trasporti pesanti il 9 dicembre 2006 per essere convertita e aggregata alla rete del Docklands Light Railway.

## Storia

### Origini

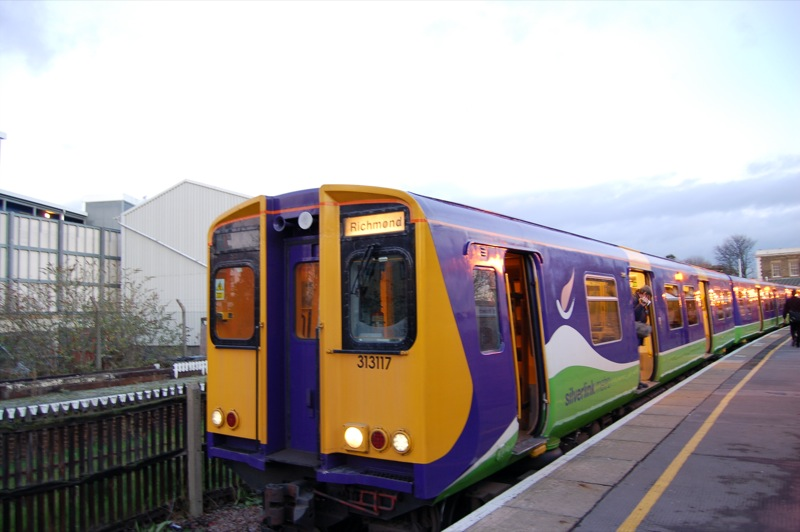
Treno a North Woolwich railway station il 9 dicembre 2006, ultimo giorno di funzionamento della stazione.

La ferrovia North London fra Richmond e North Woolwich deriva dalle cinque tratte che vennero realizzate in 25 anni a far data dal 1846:
- La tratta più orientale venne aperta come Eastern Counties and Thames Junction Railway nel 1846/7 fra Stratford e North Woolwich. La costruzione dei Royal Victoria Dock necessitava della costruzione di un ponte girevole sulla tratta originale a sud di Canning Town e pertanto venne spostata nel 1850 instradandola via Custom House ed il Connaught Tunnel. La tratta originaria venne mantenuta come Silvertown Tramway, una linea locale che connetteva le due linee principali.
- La sezione centrale aprì fra il 1850 ed il 1852 come East & West India Docks & Birmingham Junction Railway (dopo divenuta North London Railway (NLR)). Questo le dava un collegamento con la linea principale di Euston, vicino a Primrose Hill, per i moli a Poplar via Bow.
- Nell'ovest, la North & South Western Junction Railway venne aperta nel 1853 da Willesden alla Hounslow Loop Line vicino Kew Bridge.
- L'ultimo collegamento ad est venne aperto fra NLR vicino a Victoria Park e Stratford nel 1854.
- Per ovviare al fatto che i treni della NLR viaggiassero sulla trafficata linea principale di Euston, venne aperta la Hampstead Junction Railway fra la NLR a Camden Road fino a Willesden via Hampstead Heath nel 1860.
- Per dare poi alla NLR un accesso diretto alla City of London, l'estensione di Broad Street venne aperta fino a Dalston Junction nel 1865.
- Per completare la linea venne aperto un collegamento fra South Acton e Richmond per mezzo della London & South Western Railway (LSWR) nel 1869.

### XX secolo
Le linee fra Broad Street e Kew Bridge e Richmond vennero elettrificate nel 1916.
Nel 1944 venne chiusa la tratta NLR di Poplar ed il traffico continuò fino all'Isle of Dogs ove venne interrotto fra il 1960 ed 1980. I binari della tratta sud fra Poplar e Bow, vennero poi utilizzati per la diramazione di Stratford della Docklands Light Railway.
Nel 1979 venne aperto il nuovo servizio CrossTown LinkLine, fra North Woolwich e Camden Road, come estensione del tratto da North Woolwich a Stratford. Inizialmente non vi erano stazioni intermedie presto vennero aperte le stazioni di Hackney Wick (vicino alla dismessa stazione di Victoria Park) e Hackney Central (chiusa nel 1944) che vennero aperte nel 1980, e Homerton aperta poco dopo. Nuovi marciapiedi vennero costruiti a West Ham per consentire un interscambio con la stazione della metropolitana.
Negli anni ottanta del XX secolo venne demolita la stazione di Broad Street ed collegamento Tottenham Hale–Stratford cessò di essere utilizzato per il normale servizio passeggeri alla stazione di Lea Bridge. Le due linee vennero unite nel 1985, inizialmente come CrossTown LinkLine. 

### XXI secolo
Nel dicembre 2006, venne chiusa la linea fra Stratford e North Woolwich per consentire l'estensione della Docklands Light Railway (DLR) da Canning Town a Stratford International. La sezione sud di Canning Town venne ampliata e duplicata dalla stazione King George V della DLR ed tratto da Canning Town a Stratford passò alla linea Jubilee. La sezione a sud di Stratford è sempre stata la Cenerentola poiché in caso di problemi i treni fanno capolinea qui e tornano indietro. 
L'intera parte rimanente del Silverlink passò sotto il controllo del Transport for London (TfL) e divenne London Overground nel 2007.
Diversi tratti della ferrovia North London sono stati chiusi nell'autunno del 2008 per consentire lavori preliminari in previsione della prossima fase di ristrutturazione della linea. La sezione centrale fra Willesden Junction e Gospel Oak venne chiusa dal 1º settembre 2008 al 16 novembre 2008, ed il tratto fra Gospel Oak e Camden Road nel periodo 22-28 settembre 2008.

## Caratteristiche

### Percorso
|  |  | Continuation backward |

|  |  | Unknown route-map component "XACC-L" + Unknown route-map component "HUBaq" | Unknown route-map component "KXACCa-M" + Unknown route-map component "HUBq" | Unknown route-map component "uKXACCa-R" + Unknown route-map component "HUBeq" |  |  |

|  |  | Unknown route-map component "KRWg+l" | Unknown route-map component "KRWgr" + Unknown route-map component "uKRW+l" | Unknown route-map component "uKRWr" |  |  |

|  |  | Unknown route-map component "eKRWgl" | Unknown route-map component "eKRWg+r" + Planned waterway |  |  |  |

|  | Unknown route-map component "CONTgq" | One way rightward | Straight track + Planned waterway |  |  |  |

|  |  |  | Stop on track + Planned waterway |

|  |  | Transverse water | Unknown route-map component "hKRZWae" + Planned waterway | Transverse water |  |  |

|  | Unknown route-map component "CONTgq" | Transverse track | Unknown route-map component "KRZo+xk2" + Planned waterway | Unknown route-map component "ekABZq+3" | Unknown route-map component "vABZq+rl" | Unknown route-map component "CONTfq" |

|  |  |  | Unknown route-map component "ekABZg+1" + Planned waterway |  | Unknown route-map component "vSTR-eDST" |  |

|  |  |  | Straight track + Planned waterway + Unknown route-map component "lINT" | Unknown route-map component "STRc2" | Unknown route-map component "SPLg+3" |  |

|  |  | Unknown route-map component "uCONTgq" | Unknown route-map component "exvSTR+r-" + Unknown route-map component "uSTRr" + Unknown route-map component "SHI1r" + Unknown route-map component "STRc2" + Unknown route-map component "uLSTRr" | Unknown route-map component "STR3+1" | Unknown route-map component "STRc4" |  |

|  |  |  | Unknown route-map component "vSTR-" + Unknown route-map component "v-STR+1" | Unknown route-map component "STRc4" |  |  |

|  |  | Unknown route-map component "uvCONTgq" | Unknown route-map component "mvKRZvu" | Unknown route-map component "uvSTRq" | Unknown route-map component "uvCONTfq" |  |

|  |  |  | Unknown route-map component "vBUE" |

|  |  |  | Unknown route-map component "SPLe" | Unknown route-map component "uexSTR+l" | Unknown route-map component "uexCONTfq" |  |

|  |  |  | Stop on track + Unknown route-map component "HUB-L" | Unknown route-map component "exSTR" + Unknown route-map component "uexKXBHFe-R" |  |  |

|  |  |  | Unknown route-map component "eKRWg+l" | Unknown route-map component "exKRWr" |  |  |

|  |  | Unknown route-map component "exCONTgq" | Unknown route-map component "eABZgr" |  |  |  |

|  |  |  | Unknown route-map component "ACC" |

|  |  |  | Level crossing |

|  |  | Unknown route-map component "CONTgq" | Unknown route-map component "KRZo+k2" | Unknown route-map component "kABZq+3" | Unknown route-map component "CONTfq" |  |

|  |  |  | Unknown route-map component "kABZg+1" + Unknown route-map component "HUBaq" | Unknown route-map component "HUB+r" |  |  |

|  |  | Unknown route-map component "uCONTgq-" + Unknown route-map component "-CONTgq" | Unknown route-map component "^mKRZo-KRZo" | Unknown route-map component "mvSTRq" + Unknown route-map component "HUB" | Unknown route-map component "uCONTfq-" + Unknown route-map component "-CONTfq" |  |

| Linea Central       |
| New North Main Line |

|  |  |  | Unknown route-map component "ABZgl" + Unknown route-map component "HUBaq" | Transverse track + Unknown route-map component "HUBr" | Unknown route-map component "CONTfq" |  |

| Unknown route-map component "CONTgq" | Unknown route-map component "ABZq+r" | Transverse track | Unknown route-map component "ABZg+r" + Unknown route-map component "KRWl" | Unknown route-map component "KRW+r" |  |  |

|  | Straight track |  | Unknown route-map component "hSTRa" | Non-passenger station/depot on track |  |  |

|  | Straight track | Unknown route-map component "SHI4+rq" | Unknown route-map component "hKRZ" | One way rightward |  |  |

| Unknown route-map component "STR+l" | Unknown route-map component "ABZql" | Transverse track + Unknown route-map component "SHI4lq" | Unknown route-map component "hKRZ" | Transverse track | Unknown route-map component "CONTfq" |  |

| Unknown route-map component "LSTR" |  |  | Elevated | Unknown route-map component "STR+l" | Unknown route-map component "CONTfq" |  |

|  |  | Unknown route-map component "HUBa@fq" | Unknown route-map component "hBHF" + Unknown route-map component "HUBq" | Station on track + Unknown route-map component "HUBeq" |  |  |

|  | Unknown route-map component "STR+l" | Unknown route-map component "ABZq+l" | Unknown route-map component "hKRZ" | One way rightward |  |  |

| Watford DC Line to Euston     |
| Bakerloo to Elephant & Castle |

|  | Unknown route-map component "LSTR" | Straight track | Unknown route-map component "ABZg+l" + Unknown route-map component "lhSTRe@g" | Transverse track | Unknown route-map component "CONTfq" |  |

|  |  | Unknown route-map component "KRWl" | Unknown route-map component "KRWg+r" |  |  |  |

|  |  |  | Unknown route-map component "ABZgl" | Unknown route-map component "ENDEeq" |  |  |

|  |  |  | Unknown route-map component "eHST" |

|  |  |  | Stop on track |

|  |  |  | Stop on track |

|  |  |  | Stop on track |

|  | Unknown route-map component "u-CONTfaq" + Unknown route-map component "CONTgq-" | Unknown route-map component "umvSTRq" + Unknown route-map component "HUBa@f" | Unknown route-map component "KRZu-mKRZu" | Unknown route-map component "CONTfq-" + Unknown route-map component "u-CONTfq" |  |  |

|  | Unknown route-map component "uvCONTgq" | Unknown route-map component "uvSTRq" + Unknown route-map component "ulBHF-" + Unknown route-map component "HUB" | Unknown route-map component "mKRZvu" | Unknown route-map component "uvCONTgfeq" |  |  |

|  |  | Unknown route-map component "HUBl" | Interchange on track + Unknown route-map component "HUBq" | Unknown route-map component "HUB+r" |  |  |

|  |  | Unknown route-map component "STR+l" | Unknown route-map component "KRZo" | Transverse track + Unknown route-map component "HUB" | Unknown route-map component "CONTfq" |  |

|  | Unknown route-map component "CONTgq" | Transverse track + Unknown route-map component "LSTR" | Unknown route-map component "KRZo" | Station on transverse track + Unknown route-map component "HUBe" | Unknown route-map component "CONTfq" |  |

|  |  |  | Stop on track |

|  |  | Unknown route-map component "utCONTgq" | Unknown route-map component "utSTRq" + Enter and exit tunnel | Unknown route-map component "utCONTfq" |  |  |

|  |  |  | Stop on track |

|  |  |  | Unknown route-map component "ABZgl" | Unknown route-map component "STR2+r" | Unknown route-map component "STRc3" |  |

|  |  | Unknown route-map component "LSTR" | Unknown route-map component "XBHF-L" | Unknown route-map component "XPLTeq" + Unknown route-map component "KBHFaq" + Unknown route-map component "STRc1" | Unknown route-map component "ABZq+4" | Unknown route-map component "CONTfq" |

|  |  | Unknown route-map component "STR2" | Unknown route-map component "eABZg+l" + Unknown route-map component "STRc3" | Unknown route-map component "exSTRq" | Unknown route-map component "exSTRq" | Unknown route-map component "exCONTfq" |

|  |  | Unknown route-map component "STRc1" | Unknown route-map component "KRZ2+4o" | Unknown route-map component "STRc3" |  |  |

|  | Unknown route-map component "LSTR" |  | Unknown route-map component "STR+c1" | Unknown route-map component "STR+4" |  |  |

| Unknown route-map component "LSTR" | Unknown route-map component "KRWgl" | Unknown route-map component "KRW+r" | Straight track | Unknown route-map component "LSTR" |  |  |

| Unknown route-map component "ABZgl" | Unknown route-map component "KRZo" | Unknown route-map component "ABZg+r" | Stop on track |  |  |  |

| Continuation forward | Straight track | Straight track | Straight track |  |  |  |

|  | Continuation forward | Unknown route-map component "eHST" | Straight track |  |  |  |

| Unknown route-map component "utCONTgq" | Unknown route-map component "utSTRq" | Unknown route-map component "utSTRq" + Unknown route-map component "KRWl" | Unknown route-map component "utSTRq" + Unknown route-map component "KRWg+r" | Unknown route-map component "utCONTfq" |  |  |

|  |  |  | Stop on track |

| Unknown route-map component "CONTgq" | Unknown route-map component "ABZq+l" | Unknown route-map component "ABZq+l" | Unknown route-map component "ABZgr" | Unknown route-map component "LSTR" |  |  |

| Unknown route-map component "CONTgq" | Unknown route-map component "KRZo" | Unknown route-map component "KRZo" | Unknown route-map component "KRZo" | One way rightward |  |  |

| Unknown route-map component "CONTgq" | Unknown route-map component "ABZg+r" | Straight track | Straight track |  |  |  |

|  | Unknown route-map component "hSTRa" | Straight track | Unknown route-map component "eHST" |  |  |  |

| Unknown route-map component "CONTgq" | Unknown route-map component "hKRZ" | Unknown route-map component "ABZql" | Unknown route-map component "KRZo" | Unknown route-map component "CONTfq" |  |  |

|  | Unknown route-map component "htSTRa" |  | Straight track |  |  |  |

| Unknown route-map component "utCONTgq" | Unknown route-map component "mtKRZt" | Unknown route-map component "utSTRq" | Unknown route-map component "mKRZt" | Unknown route-map component "utCONTfq" |  |  |

|  | Unknown route-map component "tSTR2" | Unknown route-map component "tSTRc3" | Straight track |  |  |  |

|  |  | Unknown route-map component "tLSTR" | Unknown route-map component "HSTACC" |  |  |  |

|  |  | Unknown route-map component "d" | Unknown route-map component "v-SHI2gr" |  |  |  |

|  | Unknown route-map component "d" | Unknown route-map component "HUBa@fq" | Unknown route-map component "vACC" + Unknown route-map component "HUBq" | Unknown route-map component "HUB+r" |  |  |

|  | Unknown route-map component "utdCONTgq" | Unknown route-map component "utSTRq" | Unknown route-map component "mvKRZt" | Unknown route-map component "utBHFq" + Unknown route-map component "HUB" | Unknown route-map component "utCONTfq" |  |

|  | Unknown route-map component "dCONTgq" | Unknown route-map component "tSTRaq" | Unknown route-map component "vKRZt" | Unknown route-map component "tBHFq" + Unknown route-map component "HUBe" | Unknown route-map component "CONTfq" + Unknown route-map component "PORTALr" |  |

|  |  | Unknown route-map component "d" | Unknown route-map component "vSTR-ABZg+l" | Transverse track | Unknown route-map component "CONTfq" |  |

|  |  | Unknown route-map component "d" | Unknown route-map component "vACC" |  |  |  |

|  |  | Unknown route-map component "d" | Unknown route-map component "vSTR-eHST" |  |  |  |

|  |  | Unknown route-map component "d" | Unknown route-map component "vÜSTxr" |  |  |  |

|  | Unknown route-map component "STRc2" | Unknown route-map component "v-STR3" | Unknown route-map component "dHST" |  |  |  |

| Unknown route-map component "CONTgq" | Unknown route-map component "ABZr+1x2" | Unknown route-map component "STRc4" + Unknown route-map component "exSTRc3" | Unknown route-map component "dTUNNEL1" |  |  |  |

|  | Unknown route-map component "exSTRc1" | Unknown route-map component "exv-STR+4" | Unknown route-map component "dSTR" |  |  |  |

|  |  | Unknown route-map component "d" | Unknown route-map component "ev-SHI2g+r" |  |  |  |

|  |  |  | Unknown route-map component "kABZg3" |

|  | Unknown route-map component "CONTgq" | Unknown route-map component "kABZq1" | Unknown route-map component "KRZu+k4" | Transverse track | Unknown route-map component "CONTfq" |  |

|  |  |  | Stop on track |

|  |  |  | Unknown route-map component "ACC" |

|  |  |  | Straight track | Unknown route-map component "tSTRl+4" | Unknown route-map component "tCONTfq" |  |

|  |  |  | Unknown route-map component "eHST" |

|  |  | Unknown route-map component "exCONTgq" | Unknown route-map component "eABZgr" |  |  |  |

|  |  |  | Unknown route-map component "ACC" |

|  |  | Transverse water | Unknown route-map component "hKRZWae" | Transverse water |  |  |

|  |  |  | Junction both to and from left | Transverse track | Unknown route-map component "CONTfq" |  |

|  | Unknown route-map component "kSTRc2" | Unknown route-map component "kSTR3+l" | Unknown route-map component "ABZgr" |  |  |  |

|  | Unknown route-map component "kSTR+1" | Unknown route-map component "KRW+l" | Unknown route-map component "xKRWgr" + Unknown route-map component "uSTR+l" | Unknown route-map component "uCONTfq" |  |  |

|  | Straight track | Straight track + Unknown route-map component "HUBrg-R" | Unknown route-map component "utSTRa" + Unknown route-map component "HUBlg-L" |  |  |  |

|  | Straight track | Unknown route-map component "KACCe" + Unknown route-map component "HUB-R" | Urban tunnel straight track + Unknown route-map component "HUB-L" |  |  |  |

| Unknown route-map component "CONTgq" | Unknown route-map component "exSTR+r" + Unknown route-map component "ABZqlr" + Unknown route-map component "HUBrg-L" | Unknown route-map component "ACCq" + Unknown route-map component "HUBe@g-Rq" | Unknown route-map component "umtKRZ" + Unknown route-map component "HUBa@f-Rq" | Unknown route-map component "eABZq+l" + Unknown route-map component "HUBlg-R" | Transverse track | Unknown route-map component "CONTfq" |

| Unknown route-map component "utCONTgq" | Unknown route-map component "xmKRZt" + Unknown route-map component "HUB-L" | Unknown route-map component "uACCq" + Unknown route-map component "PORTALr" | Unknown route-map component "utKRZ" + Unknown route-map component "PORTALl" | Unknown route-map component "xmKRZt" + Unknown route-map component "HUB-R" | Unknown route-map component "utSTRq" | Unknown route-map component "utCONTfq" |

| Unknown route-map component "uCONTgq" | Unknown route-map component "xmKRZ" + Unknown route-map component "HUBlf-L" | Unknown route-map component "uKACCeq" + Unknown route-map component "HUBe@g-Lq" | Unknown route-map component "utSTRe" + Unknown route-map component "HUBa@f-Lq" | Unknown route-map component "exSTR" + Unknown route-map component "HUBrf-R" |  |  |

|  | Unknown route-map component "exSTR" | Unknown route-map component "HUB-R" | Unknown route-map component "uACC" + Unknown route-map component "HUB-L" | Unknown route-map component "exSTR" |  |  |

|  | Unknown route-map component "exSTR" | Unknown route-map component "uKACCa" + Unknown route-map component "HUBlf-R" | Urban straight track + Unknown route-map component "HUBrf-L" | Unknown route-map component "exSTR" |  |  |

|  | Unknown route-map component "exSTRl" | Unknown route-map component "uemKRZ" | Unknown route-map component "exABZ+lr" + Urban straight track | Unknown route-map component "exSTRr" |  |  |

|  |  | Urban straight track | Unknown route-map component "uACC" |  |  |  |

|  |  | Urban straight track | Unknown route-map component "uACC" |  |  |  |

| Unknown route-map component "uCONTgq" | Urban transverse track | Unknown route-map component "uKRZu" | Unknown route-map component "uKRZu" | Unknown route-map component "uACCq" + Unknown route-map component "HUBa" | Unknown route-map component "uCONTfq" |  |

| Unknown route-map component "CONTgq" | Unknown route-map component "eABZq+r" | Waterway under railway bridge | Waterway under railway bridge | Unknown route-map component "ACCq" + Unknown route-map component "HUB" | Unknown route-map component "CONTfq" |  |

|  | Unknown route-map component "exSTR" | Unknown route-map component "uXACC-L" + Unknown route-map component "HUBaq" | Unknown route-map component "uXACC-R" + Unknown route-map component "HUBq" | Unknown route-map component "HUBrf" |  |  |

|  | Unknown route-map component "exSTRl" | Unknown route-map component "uemKRZ" | Unknown route-map component "exSTR+r" + Urban straight track |  |  |  |

|  |  | Urban straight track | Unknown route-map component "uACC" |  |  |  |

| Unknown route-map component "uCONTgq" | Unknown route-map component "uSTR+r" | Urban straight track | Urban straight track |  |  |  |

|  | Unknown route-map component "uXACC-L" | Unknown route-map component "uXACC-M" | Unknown route-map component "uXACC-R" |  |  |  |

| Unknown route-map component "uCONTgq" | Unknown route-map component "uKRZo" | Unknown route-map component "uSTRr" | Unknown route-map component "uKRWgl" | Unknown route-map component "uKRW+r" |  |  |

|  | Unknown route-map component "uABZgl" | Urban transverse track | Unknown route-map component "uKRZu" | Unknown route-map component "uABZg+r" |  |  |

|  | Unknown route-map component "uABZg+l" | Urban transverse track | Unknown route-map component "exSTR" + Unknown route-map component "uSTRr" | Urban straight track |  |  |

|  | Unknown route-map component "exSTR+l" + Urban straight track | Unknown route-map component "exSTRq" | Unknown route-map component "exHST" + Unknown route-map component "exABZgr" | Urban straight track |  |  |

|  | Urban straight track |  | Unknown route-map component "exSTR" | Unknown route-map component "uACC" |  |  |

| Unknown route-map component "tCONTgq" | Unknown route-map component "umKRZt" | Unknown route-map component "tSTReq" | Unknown route-map component "xABZg+r" | Urban straight track |  |  |

|  | Urban straight track |  | Unknown route-map component "XBHF-L" | Unknown route-map component "uXACC-R" |  |  |

|  | Urban straight track |  | Unknown route-map component "eABZgl" | Unknown route-map component "exSTRq" + Unknown route-map component "uSTRl" | Unknown route-map component "uCONTfq" |  |

|  | Unknown route-map component "uACC" |  | Straight track |  |  |  |

|  | Urban straight track |  | Unknown route-map component "eABZgl" | Unknown route-map component "exSTRq" | Unknown route-map component "exCONTfq" |  |

|  | Unknown route-map component "uACC" |  | Straight track |  |  |  |

|  | Urban straight track |  | Unknown route-map component "tSTRa" |  |  |  |

|  | Unknown route-map component "xmABZgl" | Urban transverse track | Unknown route-map component "mtKRZ" | Urban transverse track | Unknown route-map component "uCONTfq" |  |

|  | Unknown route-map component "exSTR" |  | Unknown route-map component "tSTRe" |  |  |  |

|  | Unknown route-map component "exSTR" |  | Unknown route-map component "epHST" |  |  |  |

|  | Unknown route-map component "exSTRl" | Unknown route-map component "exSTRq" | Unknown route-map component "eABZg+r" |  |  |  |

|  |  |  | Unknown route-map component "epBHF" | Pier |  |  |

| Unknown route-map component "tCONTgq" | Unknown route-map component "tSTRq" | Unknown route-map component "tSTReq" | One way rightward |  |  |  |

| Unknown route-map component "uCONTg" | Continuation backward | Unknown route-map component "uCONTg" |  |

| Urban straight track | Unknown route-map component "XBHF-L" | Unknown route-map component "uXACC-R" |  |

| Unknown route-map component "uCONT3+g" | Straight track | Unknown route-map component "uLLSTR3" |  |

|  | Unknown route-map component "xABZg3" + Unknown route-map component "d-CONT1" |

|  | Unknown route-map component "exSTR" |

| Unknown route-map component "uLSTR+1" | Unknown route-map component "exSTR" + Unknown route-map component "uKACCa" |  |  |

| Unknown route-map component "uLSTRl" | Unknown route-map component "xmABZgr" |  |  |

|  | Unknown route-map component "exKBHFe" |

| Unknown route-map component "uCONTg" | Continuation backward | Unknown route-map component "uCONTg" |  |

| Urban straight track | Unknown route-map component "XBHF-L" | Unknown route-map component "uXACC-R" |  |

| Unknown route-map component "uCONT3+g" | Straight track | Urban straight track |  |

|  | Unknown route-map component "eABZgl" | Unknown route-map component "exSTRq" + Unknown route-map component "uSTRl" | Unknown route-map component "uCONTfq" |

|  | Unknown route-map component "xABZg3" + Unknown route-map component "d-CONT1" |

|  | Unknown route-map component "exHST" |

|  | Unknown route-map component "exHST" |

|  | Unknown route-map component "exHST" |

|  | Unknown route-map component "exKBHFe" |

## Movimento
Lungo tutto il percorso della linea ferroviaria, tra Stratford e Richmond, effettuano servizio i treni della linea Mildmay della London Overground, fermando in tutte le stazioni. Questo servizio è erogato da Arriva Rail London per conto di Transport for London.

### Servizi soppressi
Nel 2000, Anglia Railways aveva avviato un servizio tra Basingstoke e Ipswich, utilizzando parti della ferrovia North London.
Il servizio si chiamava "London Crosslink" e operava fino a cinque volte al giorno per direzione, a intervalli di circa due ore. Il servizio effettuava fermata solo nelle stazioni principali, come Staines, Feltham e Brentford e, sulla ferrovia North London, a Stratford, Highbury & Islington, Camden Road (solo alcuni servizi), West Hampstead e Willesden Junction.
Il servizio è stato soppresso nel 2002.